# Сражение в уезде Акто
Сражение в уезде Акто — вооружённая акция китайской полиции по зачистке уезда Акто от террористов из Исламского движения Восточного Туркестана. Синьцзян является домом для сорока миллионов мусульман-уйгуров. Многие уйгуры недовольны массовым притоком в регион китайцев хань, и борются за создание независимого исламского государства, что приводит к периодическим вспышкам насилия в регионе. Пекин обвиняет эти группировки в связях с Аль-Каидой, но организации по защите прав человека заявляют, что китайские власти используют борьбу с терроризмом как предлог для того, чтобы расправиться с движением за независимость и с целью подавления свободы вероисповедания.

## Ход сражения
Ба Янь (чиновник из департамента общественной безопасности СУАРа) сообщил, что тренировочный лагерь боевиков был расположен на плато Памира, недалеко от афганской и пакистанской границы. В данном лагере тренировались бойцы Исламского движения Восточного Туркестана, эта группировка занесена ООН в реестр террористических организаций.
Полиция схватила 17 террористов, из лагеря были изъяты 22 ручные гранаты. 19 боевиков были убиты. Также погиб один китайский полицейский, а ещё один получил ранения.
Уйгурские организации сепаратистов назвали данное сообщение китайской полиции недостоверным и не внушающим доверия.